# Hedeoma patens
Hedeoma patens là một loài thực vật có hoa trong họ Hoa môi. Loài này được M.E.Jones mô tả khoa học đầu tiên năm 1908.